# My Gift
My Gift es el séptimo álbum de estudio de la cantante estadounidense Carrie Underwood. Fue lanzado el 25 de septiembre de 2020 a través de Capitol Records Nashville. Producido por Greg Wells, es su primer álbum navideño y cuenta con apariciones de John Legend y su hijo mayor Isaiah.

## Antecedentes
Carrie anunció por primera vez el álbum en junio de 2020. La lista de canciones se anunció el 27 de agosto de 2020. Carrie había querido hacer un álbum navideño de larga duración durante mucho tiempo, y decidió que sería su próximo proyecto musical después de promocionar su álbum anterior, Cry Pretty. El álbum fue producido y arreglado por Greg Wells.
El álbum incluye ocho temas tradicionales y tres originales, dos de los cuales fueron coescritos por Carrie. Una de las pistas tradicionales, «The Little Drummer Boy», Underwood iba a grabar sola pero seguía pensando en su hijo mayor Isaiah y le preguntó si le gustaría cantar con ella en ella, a lo que dijo «sí». John Legend aparece en «Hallelujah», que coescribió con Toby Gad. Los dos lo grabaron por separado a través de correos electrónicos y Zoom. Durante una entrevista con Today's Country with Kelleigh Bannen, Carrie declaró que la canción llegó tarde en el proceso del álbum y sabía que tenía que hacerle espacio. También fue idea suya hacer de la canción un dueto.
En septiembre, Carrie le dijo a MusicRow: «Pasé como todas las canciones y entré en mi iTunes y comencé a escuchar tantas versiones, y marqué notas para darle [Greg] una idea de lo que estaba buscando. La versión de «O Holy Night» de Celine Dion es tan hermosa, grande y clásica. Esa fue una a la que hice referencia. Por otro lado, no pensé Encontré una versión que me gustaba de «Joyful, Joyful, We Adore Thee», porque muchos son tan marchas. Yo estaba como, «¿Cómo podemos alejarnos de eso?» Y él tuvo la idea de que yo cantara a cappella. Lo probé y terminó siendo tan único y tenía un cierto sentimiento al respecto que me hizo muy feliz y por eso lo pusimos primero en el álbum».

## Promoción
Carrie apareció en Today Show el 24 de septiembre de 2020 para promocionar el álbum. Como promoción cruzada del álbum, Carrie protagonizó y fue productor ejecutivo de un especial navideño original de HBO Max, que se emitirá el 3 de diciembre de 2020, titulado My Gift: A Christmas Special from Carrie Underwood. En noviembre, Carrie lanzó una pista extra del álbum, «Favorite Time of Year», en asociación con Amazon Music. Alcanzó el número uno en la lista Billboard Hot Christian Songs, convirtiéndose en el segundo número uno de Carrie en esa lista y también alcanzó el número 80 en la lista ' Billboard Hot 100.
El video musical oficial de «Hallelujah» fue lanzado el 19 de noviembre. Carrie apareció en un comercial de Ring, como promoción cruzada de su canción «Favorite Time of Year». El 26 de noviembre, Carrie y Josh Groban fueron los artistas destacados del especial de Navidad de iHeartRadio. Carrie interpretó «Mary, Did You Know?», «Have Yourself a Merry Little Christmas» y «O Holy Night». El 3 de diciembre, Carrie interpretó «O Holy Night» en The Tonight Show Starring Jimmy Fallon. El 8 de diciembre, Carrie interpretó canciones del álbum para un evento en vivo de Pandora, presentado por Storme Warren. El 18 de diciembre, Carrie interpretó «Mary, Did You Know?» en The Kelly Clarkson Show.

### Sencillos
El 28 de agosto de 2020, se lanzó la canción promocional «Let There Be Peace» en YouTube antes del álbum. La canción alcanzó el puesto 33 en la lista de Hot Christian Songs de Billboard.
«Hallelujah» fue enviado a la radio Adult contemporary el 13 de noviembre de 2020 y debutó en el número 28 en la lista Adult Contemporary de Billboard durante la semana que finalizó el 20 de noviembre.

## Recepción de la crítica
My Gift recibió críticas en su mayoría positivas de los críticos. Stephen Thomas Erlewine de AllMusic calificó el álbum como un «asunto majestuoso y sombrío» en parte debido a la producción de Greg Wells, escribiendo que el álbum «avanza a un ritmo constante, adornado con muy pocas campanas y silbidos, y una elección escasa que ayuda a resaltar cómo Carrie elige cantar material principalmente de temática religiosa». Tom Cramer de The Eastern Echo dio una crítica positiva, escribiendo que «traerá al oyente el don de la contemplación: contemplar cuál es el verdadero significado de la Navidad, qué es realmente necesario para celebrar la Navidad durante una pandemia, y contemplar lo que está pasando en el mundo de hoy», elogiando también el dúo con John Legend, diciendo que «sería espectacular si alguna vez llegaran a tocar esta canción juntos». Emily Simpson de Vinyl Chapters dio una crítica positiva, calificando el dueto entre Carrie y John como una pista destacada, y escribió: «En un año decididamente no tradicional, Carrie Underwood ha mantenido una tradición musical con este álbum. My Gift nos ofrece momentos de alegría y unidad, una pequeña dosis de alegría navideña que todos necesitan escuchar».
Chuck Campbell de Knoxville News Sentinel dio una crítica positiva del álbum, otorgándole 4 de 5, calificándolo de «música reverencial, conmovedora y fuertemente religiosa - relajante adecuada para la reflexión y la introspección», pero fue menos favorable hacia la duetos con John Legend y el hijo de Carrie, llamando al primero «desarticulado y finalmente recocido» y especulando que el segundo «sonará adorable para muchos, pero empalagoso para otros». The Observer dio una crítica positiva al álbum, otorgándole un 3,5 sobre 5, pero destacó el sencillo promocional, «Let There Be Peace», llamándolo «el más conmovedor» del álbum.

## Rendimiento comercial
En los Estados Unidos, My Gift vendió aproximadamente 43,000 copias en su semana de debut, posicionado por Billboard. De esa cifra, 41.000 fueron de ventas de álbumes puros, lo que le dio un debut en el número 8 en el Billboard 200 y el número uno en las Top Country Albums respectivamente. El álbum también debutó en el número uno en las listas de Holiday Albums y Top Christian Albums de Billboard, el primer álbum de Carrie en hacerlo. El logro convirtió a Carrie en el primer artista en la historia en colocar ocho álbumes consecutivos en el número uno en la lista Top Country Albums, según Billboard. El álbum alcanzó una nueva posición en el número cinco en el Billboard 200 después de mover 53 000 unidades en la semana que terminó el 19 de diciembre de 2020.

## Lista de canciones
| My Gift |                                              |                                                         |          |  |
| N.º     | Título                                       | Escritor(es)                                            | Duración |  |
| 1.      | «Joyful, Joyful We Adore Thee»               | Henry van Dyke Jr., Ludwig Van Beethoven                | 3:55     |  |
| 2.      | «O Come, All Ye Faithful»                    | John Francis Wade, Frederick Oakeley                    | 3:14     |  |
| 3.      | «Let There Be Peace»                         | Carrie Underwood, Brett James, David Garcia             | 3:59     |  |
| 4.      | «The Little Drummer Boy» (con Isaiah Fisher) | Harry Simeone, Katherine Kennicott Davis, Henry Onorati | 2:56     |  |
| 5.      | «Sweet Baby Jesus»                           | Underwood, James, Garcia                                | 4:29     |  |
| 6.      | «Hallelujah» (con John Legend)               | John Stephens, Toby Gad                                 | 4:35     |  |
| 7.      | «O Holy Night»                               | Adolphe Adam, John Sullivan Dwight                      | 4:41     |  |
| 8.      | «Mary, Did You Know?»                        | Mark Lowry, Buddy Greene                                | 3:26     |  |
| 9.      | «Have Yourself a Merry Little Christmas»     | Ralph Blane, Hugh Martin                                | 3:49     |  |
| 10.     | «Away in a Manger»                           | James Ramsey Murray, Martin Luther                      | 2:41     |  |
| 11.     | «Silent Night»                               | Franz Xaver Gruber, Joseph Mohr                         | 3:31     |  |
| 41:16   |                                              |                                                         |          |  |

| Bonus track de Amazon Music |                         |                                             |          |  |
| N.º                         | Título                  | Escritor(es)                                | Duración |  |
| 12.                         | «Favorite Time of Year» | Underwood, Hillary Lindsey, Chris DeStefano | 3:17     |  |
| 44:33                       |                         |                                             |          |  |

## Personal
Voces
- Isaiah Fisher – voces destacadas (pista 4)
- Brett James – coros
- John Legend – voces destacadas (pista 6)
- Carrie Underwood – voz
- Nina Woodford – coros

Músicos
- Steven Becknell – trompa
- David Campbell – arreglista
- Heather Clark – flauta
- Andrew Duckles – viola
- Donald Foster – clarinete
- David Garcia – guitarra acústica
- Steven Holtman – trombón contrabajo
- David Kalmusky – guitarra eléctrica
- Rong Huey Liu – oboe
- Mac McAnally – guitarra acústica
- Carolyn Riley – viola
- David Stone – bajo
- David Washburn – trompeta
- Greg Wells – guitarra acústica, arreglista, bajo, batería, guitarra eléctrica, percusión

Producción
- Serban Ghenea – masterización
- Joseph Lianes – fotografía
- Randy Merrill – mezcla de audio
- Greg Wells – productor, ingeniero, programador

## Posicionamiento en listas

### Listas semanales
| Listas (2020)                                 | Mejor posición |
| --------------------------------------------- | -------------- |
| Australian Albums (ARIA)                      | 98             |
| Canadá (Billboard Canadian Albums)            | 35             |
| UK Album Downloads (OCC)                      | 37             |
| Reino Unido (UK Country Albums)               | 1              |
| Estados Unidos (Billboard 200)                | 5              |
| Estados Unidos (Christian Albums)             | 1              |
| Estados Unidos (Top Country Albums)           | 1              |
| Estados Unidos Top Holiday Albums (Billboard) | 1              |
| Estados Unidos Top Vinyl Albums (Billboard)   | 25             |

### Posición fin de año
| Listas (2020)                     | Posición |
| --------------------------------- | -------- |
| US Christian Albums (Billboard)   | 15       |
| US Top Country Albums (Billboard) | 59       |
| US Top Current Albums (Billboard) | 48       |